# 哈佛迪格雷斯
哈佛迪格雷斯（Havre de Grace）是美國馬里蘭州哈福德縣的一座城市，薩斯奎哈納河的河口，有人口12,952人。哈佛迪格雷斯的名稱來自於法國港口城市利哈佛（Le Havre de Grâce）。